# Franz Ploner
Franz Ploner (* 25. März 1954 in Bozen) ist ein Südtiroler Arzt und Politiker.

## Biographie
Ploner besuchte die Grundschule in Lajen, die Mittelschule in Brixen und das Humanistische Gymnasium am Vinzentinum. Anschließend studierte er Medizin an der Universität Innsbruck, wo er 1981 die Promotion erlangte. In den Folgejahren absolvierte er fachärztliche und sonstige Ausbildungen in den Bereichen Anästhesie, Wiederbelebung, Labordiagnostik, Hämatologie, Kardiologie und Notfallmedizin. Beruflich war er von 1988 bis 2000 als Notarzt bei der Flugrettung Südtirol und von 1991 bis 2000 als Oberarzt für Anästhesie und Intensivmedizin am Krankenhaus Brixen tätig. Im Jahr 2000 wechselte er als Chefarzt der Abteilung für Anästhesie und Intensivmedizin an das Krankenhaus Sterzing, dem er seit 2002 als ärztlicher Leiter vorsteht. 2005 erlangte er einen Master of Science in Gesundheitswissenschaften an der UMIT in Hall und im selben Jahr einen weiteren Master of Science in Management von Gesundheitseinrichtungen an der Universität für Weiterbildung in Krems. 2006 erwarb er einen Master of Business Administration in Health Care Management an der Wirtschaftsuniversität in Wien, 2010 einen Master of Public Health an der Medizinischen Universität in Graz.
Bei den Landtagswahlen 2018 konnte Ploner als Kandidat des Teams Köllensperger (in der Folge Team K) mit 4.563 Vorzugsstimmen ein Mandat für den Südtiroler Landtag und damit gleichzeitig den Regionalrat Trentino-Südtirol erringen. Bei den Landtagswahlen 2023 gelang ihm mit 6.950 Vorzugsstimmen die Wiederwahl.